# Disco (musikalbum av Kylie Minogue)
Disco (stiliserat som DISCO) är den australiska sångerskan Kylie Minogues femtonde studioalbum, utgivet den 6 november 2020. Albumet gick direkt in på förstaplatsen på UK Albums Chart.

## Låtlista
| 1.           | Magic                 | 4:10  |
| 2.           | Miss a Thing          | 3:56  |
| 3.           | Real Groove           | 3:14  |
| 4.           | Monday Blues          | 3:09  |
| 5.           | Supernova             | 3:17  |
| 6.           | Say Something         | 3:32  |
| 7.           | Last Chance           | 3:03  |
| 8.           | I Love It             | 3:50  |
| 9.           | Where Does the DJ Go? | 3:01  |
| 10.          | Dance Floor Darling   | 3:12  |
| 11.          | Unstoppable           | 3:34  |
| 12.          | Celebrate You         | 3:41  |
| Total längd: | Total längd:          | 41:29 |